# Birkende
Birkende – miasto w Danii, w regionie Dania Południowa, w gminie Kerteminde.